# Tourouvre au Perche
Tourouvre au Perche est, depuis le 1er janvier 2016, une commune nouvelle française située dans le département de l'Orne en région Normandie. Elle est créée par la fusion de dix communes, sous le régime juridique des communes nouvelles. Les communes d'Autheuil, Bivilliers, Bresolettes, Bubertré, Champs, Lignerolles, La Poterie-au-Perche, Prépotin, Randonnai et Tourouvre deviennent des communes déléguées.
Elle est peuplée de 2 989 habitants.

## Géographie

### Hydrographie
La commune est traversée par la ligne de partage des eaux entre les bassins hydrographiques Seine-Normandie et Loire-Bretagne. Elle est drainée par l'Avre, la Commeauche, la Villette, le ruisseau de la Motte, le ruisseau Saint-Maurice, l'Hoëne, le Renouard, le Ruth, l'Itonne, le cours d'eau 01 de l'Étang de Dais, le cours d'eau 01 de Pierre Bourdon, le fossé 01 de l'Étang de la Forge, le fossé 01 de l'Étang de Rudelande, le fossé de Prépotin, le ruisseau de la Foulerie, le ruisseau de la Neigerie, le ruisseau du Gué de bouyère, le ruisseau la Jambée et  et un autre petit cours d'eau,.
L'Avre, d'une longueur de 80 km, prend sa source dans la commune  et se jette  dans l'Eure en limite de Montreuil et de Saint-Georges-Motel, après avoir traversé 29 communes. 
La Commeauche, d'une longueur de 29 km, prend sa source dans la commune  et se jette  dans l'Huisne à Bartenheim, après avoir traversé quatre communes. Les caractéristiques hydrologiques de la Commeauche sont données par la station hydrologique située sur la commune de Boissei-la-Lande. Le débit moyen journalier maximum est de 15,4 m3/s, atteint lors de la crue du 18 janvier 2024. Le débit instantané maximal est quant à lui de 16,1 m3/s, atteint le même jour.
La Villette, d'une longueur de 17 km, prend sa source dans la commune  et se jette  dans la Vère à Corbon, après avoir traversé six communes. 
Le ruisseau de la Motte, d'une longueur de 11 km, prend sa source dans la commune  et se jette  dans le ruisseau Saint-Maurice à Charencey, après avoir traversé trois communes. 
Le ruisseau Saint-Maurice, d'une longueur de 10 km, prend sa source dans la commune  et se jette  dans un bras de l'Avre à Armentières-sur-Avre, après avoir traversé quatre communes. 
L'Hoëne, d'une longueur de 13 km, prend sa source dans la commune de Sainte-Céronne-lès-Mortagne et se jette  dans la Sarthe à La Mesnière, après avoir traversé cinq communes. 
Divers plans d'eau complètent le réseau hydrographique : le plan d'eau 1 de la commune de Bresolettes (1,12 ha), le plan d'eau 1 de la Crétotière (0,79 ha), le plan d'eau 1 de la Fauconnerie (2,16 ha), le plan d'eau 1 de la Vallée (0,65 ha), le plan d'eau 2 de la commune de Bresolettes (1,04 ha), le plan d'eau 2 de la Crétotière (1,15 ha), le plan d'eau 2 de la Fauconnerie (0,23 ha), le plan d'eau 2 de la Vallée (1 ha), le plan d'eau 3 de la Fauconnerie (0,79 ha), le plan d'eau 3 de la Vallée (0,52 ha), le plan d'eau de la commune de Bubertré (2,06 ha), le plan d'eau de la Futaie (1,48 ha), le plan d'eau de la Maison Neuve (0,69 ha), le plan d'eau des Petites Bruyères (0,99 ha), le plan d'eau du Château de la Guimandière (0,72 ha), l'étang Dais (7,22 ha), l'étang de Fortibert (3,74 ha), l'étang de la Fenderie (7,48 ha), l'étang de la Forge, d'une superficie totale de 1,7 ha (1,17 ha sur la commune), l'étang de la Motte Rouge, d'une superficie totale de 8,8 ha (8,02 ha sur la commune), l'étang de Moussuette (4,39 ha), l'étang de Rudelande (5,56 ha), l'étang de Sainte-Nicole (1,24 ha), l'étang des Fontaines (0,84 ha), l'étang des Gaillons, d'une superficie totale de 2,7 ha (1,19 ha sur la commune), l'étang du Cachot (1,96 ha), l'étang du Fourneau, d'une superficie totale de 6,6 ha (6,48 ha sur la commune), l'étang du Gré (4,93 ha), l'étang Neuf (4,02 ha) et l'étang Robin (1,51 ha),.

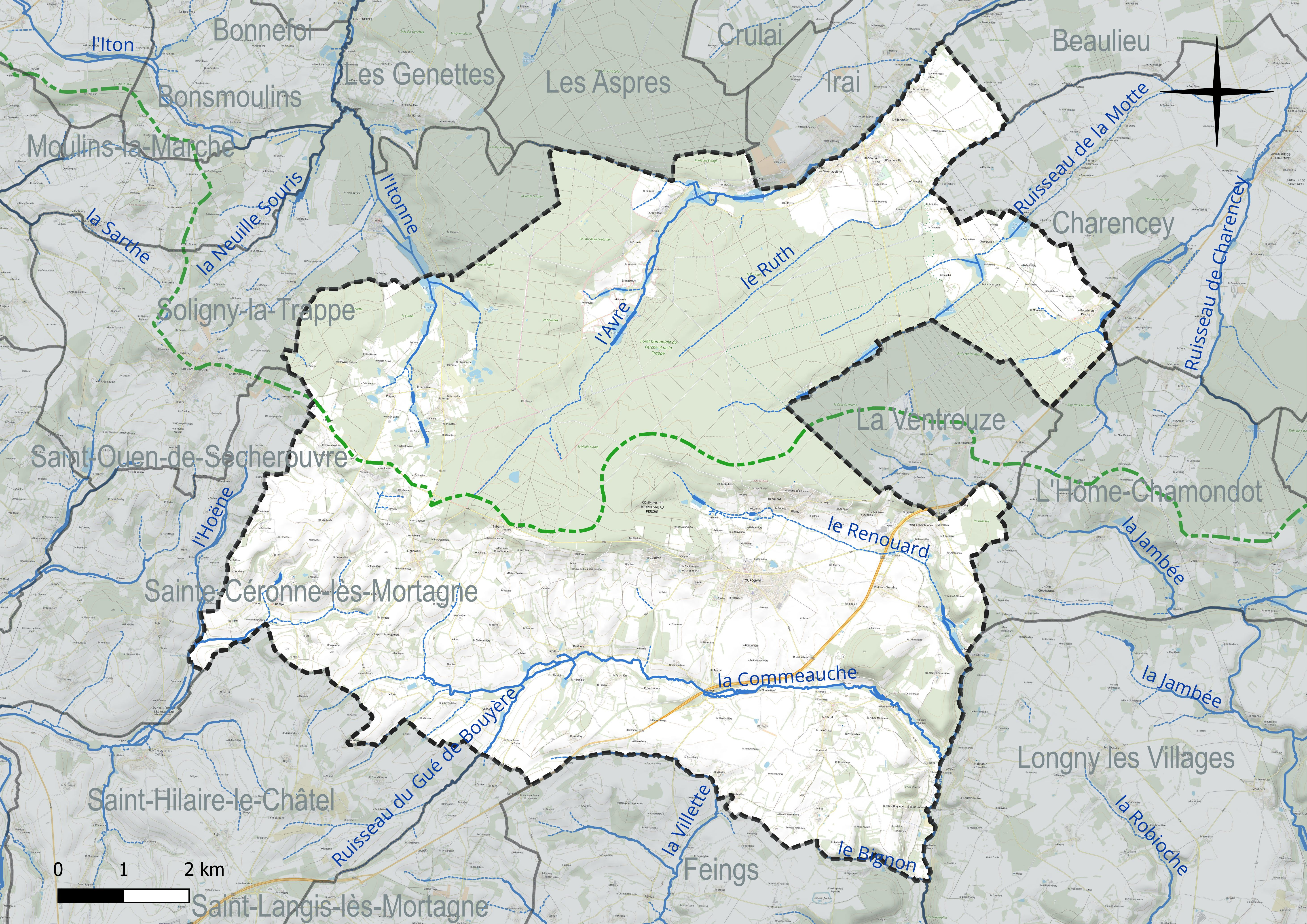
Réseau hydrographique de Tourouvre au Perche.

### Climat
Pour des articles plus généraux, voir Climat de la Normandie et Climat de l'Orne.
En 2010, le climat de la commune est de type climat océanique dégradé des plaines du Centre et du Nord, selon une étude du CNRS s'appuyant sur une série de données couvrant la période 1971-2000. En 2020, Météo-France publie une typologie des climats de la France métropolitaine dans laquelle la commune est exposée à un climat océanique altéré et est dans la région climatique Normandie (Cotentin, Orne), caractérisée par une pluviométrie relativement élevée (850 mm/a) et un été frais (15,5 °C) et venté. Parallèlement le GIEC normand, un groupe régional d’experts sur le climat, différencie quant à lui, dans une étude de 2020, trois grands types de climats pour la région Normandie, nuancés à une échelle plus fine par les facteurs géographiques locaux. La commune est, selon ce zonage, exposée à un « climat contrasté des collines », correspondant au Pays d'Ouche et au Perche et bénéficiant d’un caractère continental affirmé avec des précipitations atténuées et des amplitudes thermiques fortes.
Pour la période 1971-2000, la température annuelle moyenne est de 9,6 °C, avec une amplitude thermique annuelle de 14,5 °C. Le cumul annuel moyen de précipitations est de 807 mm, avec 12,6 jours de précipitations en janvier et 7,8 jours en juillet. Pour la période 1991-2020, la température moyenne annuelle observée sur la station météorologique installée sur la commune est de 10,9 °C et le cumul annuel moyen de précipitations est de 749,1 mm,. Pour l'avenir, les paramètres climatiques de la commune estimés pour 2050 selon différents scénarios d’émission de gaz à effet de serre sont consultables sur un site dédié publié par Météo-France en novembre 2022.
| Mois                                  | jan.           | fév.           | mars          | avril         | mai           | juin          | jui.          | août         | sep.          | oct.          | nov.          | déc.           | année      |
| ------------------------------------- | -------------- | -------------- | ------------- | ------------- | ------------- | ------------- | ------------- | ------------ | ------------- | ------------- | ------------- | -------------- | ---------- |
| Température minimale moyenne (°C)     | 1,4            | 1,1            | 2,8           | 4,5           | 7,6           | 10,9          | 12,4          | 12,2         | 9,7           | 7,5           | 4,7           | 1,8            | 6,4        |
| Température moyenne (°C)              | 4              | 4,5            | 7             | 9,9           | 13            | 16,4          | 18,6          | 18,1         | 15,3          | 11,5          | 7,7           | 4,7            | 10,9       |
| Température maximale moyenne (°C)     | 6,6            | 7,9            | 11,2          | 15,4          | 18,4          | 21,9          | 24,8          | 24,1         | 20,8          | 15,5          | 10,7          | 7,5            | 15,4       |
| Record de froid (°C) date du record   | −13,7 08.01.10 | −10,8 12.02.12 | −9,1 15.03.13 | −5,5 06.04.21 | −1,9 14.05.10 | 2,7 01.06.22  | 4,6 04.07.08  | 3,9 21.08.14 | 0,7 30.09.21  | −2,4 26.10.10 | −6,8 30.11.10 | −12,7 04.12.10 | −13,7 2010 |
| Record de chaleur (°C) date du record | 13,7 01.01.22  | 19,7 27.02.19  | 23,8 30.03.21 | 27,7 20.04.18 | 29,4 28.05.17 | 36,7 18.06.22 | 39,2 18.07.22 | 37 07.08.20  | 33,8 15.09.20 | 28,6 02.10.23 | 23,1 01.11.15 | 14,6 30.12.22  | 39,2 2022  |
| Précipitations (mm)                   | 74,4           | 59,3           | 58,9          | 49,5          | 63,5          | 66,1          | 47            | 52,8         | 45,9          | 68,4          | 74,4          | 88,9           | 749,1      |

## Urbanisme

### Typologie
Au 1er janvier 2024, Tourouvre au Perche est catégorisée commune rurale à habitat dispersé, selon la nouvelle grille communale de densité à sept niveaux définie par l'Insee en 2022.
Elle est située hors unité urbaine et hors attraction des villes,.

## Toponymie
Tourouvre est attesté sous la forme latinisée Tortum Robur en 1160.
De l'ancien français tors « tordu » et du bien connu rouvre « chêne rouvre », sorte de chêne.
Le Perche est une région naturelle française qui désignait au VIe siècle une zone forestière connue sous le nom de Silva Pertica.

## Histoire
La commune est créée le 1er janvier 2016 par un arrêté préfectoral du 21 décembre 2015,, par la fusion de dix communes, sous le régime juridique des communes nouvelles instauré par la loi no 2010-1563 du 16 décembre 2010 de réforme des collectivités territoriales. Les communes d'Autheuil, Bivilliers, Bresolettes, Bubertré, Champs, Lignerolles, La Poterie-au-Perche, Prépotin, Randonnai et Tourouvre deviennent des communes déléguées et Tourouvre est le chef-lieu de la commune nouvelle.
La construction de la première route solaire est achevée en 2016: Elle est inaugurée par Ségolène Royal. En mai 2024, sept ans après leur installation, les panneaux photovoltaïques ont été retirés. Le projet d’un coût de 5 millions d’euros est présenté par Le Figaro comme étant caractéristique de « projets inutiles ou mal dimensionnés ».

## Politique et administration
| Période                                  | Période  | Identité       | Étiquette | Qualité |
| ---------------------------------------- | -------- | -------------- | --------- | --- |
| janvier 2016                             | mai 2020 | Guy Monhée     | DVD       | Chef d'entreprise, ancien vice-président du conseil général, président de la communauté de communes des Hauts du Perche, maire délégué de Tourouvre |
| mai 2020                                 | En cours | Franck Poirier | DVG       | Chargé de recherche et développement |
| Les données manquantes sont à compléter. |          |                |           | |

| Nom                  | Code Insee | Intercommunalité  | Superficie (km2) | Population (dernière pop. légale) | Densité (hab./km2) |
| -------------------- | ---------- | ----------------- | ---------------- | --------------------------------- | ------------------ |
| Tourouvre (siège)    | 61491      | CC du Haut Perche | 24,01            | 1 507 (2021)                      | 63                 |
| Autheuil             | 61016      | CC du Haut Perche | 6,22             | 111 (2021)                        | 18                 |
| Bivilliers           | 61045      | CC du Haut Perche | 4,15             | 62 (2021)                         | 15                 |
| Bresolettes          | 61059      | CC du Haut Perche | 5,84             | 23 (2021)                         | 3,9                |
| Bubertré             | 61065      | CC du Haut Perche | 13,72            | 129 (2021)                        | 9,4                |
| Champs               | 61090      | CC du Haut Perche | 4,91             | 72 (2021)                         | 15                 |
| Lignerolles          | 61226      | CC du Haut Perche | 5,28             | 159 (2021)                        | 30                 |
| La Poterie-au-Perche | 61335      | CC du Haut Perche | 7,88             | 135 (2021)                        | 17                 |
| Prépotin             | 61338      | CC du Haut Perche | 10,53            | 122 (2021)                        | 12                 |
| Randonnai            | 61343      | CC du Haut Perche | 11,22            | 703 (2021)                        | 63                 |

## Démographie
L'évolution du nombre d'habitants est connue à travers les recensements de la population effectués dans la commune depuis sa création.
En 2022, la commune comptait 2 989 habitants, en évolution de −6,07 % par rapport à 2016 (Orne : −3,21 %, France hors Mayotte : +2,11 %).
| 2014  | 2015  | 2016  | 2017  | 2022  |
| ----- | ----- | ----- | ----- | ----- |
| 3 279 | 3 237 | 3 182 | 3 127 | 2 989 |

## Culture locale et patrimoine

### Lieux et monuments
La ville est la première en France à avoir accueilli une route solaire sur son territoire.
- Église Notre-Dame d'Autheuil.
- Église Saint-Évroult de Champs.
- Église Saint-Pierre de Bivilliers.
- Église Saint-Aubin de Tourouvre.

### Personnalités liées à la commune
- Francis Blanche a eu une propriété à Bivilliers[réf. nécessaire].
- Charles-Emmanuel de Bourbon-Parme a une propriété dans la commune[40].